# Wasserwirbelbremse

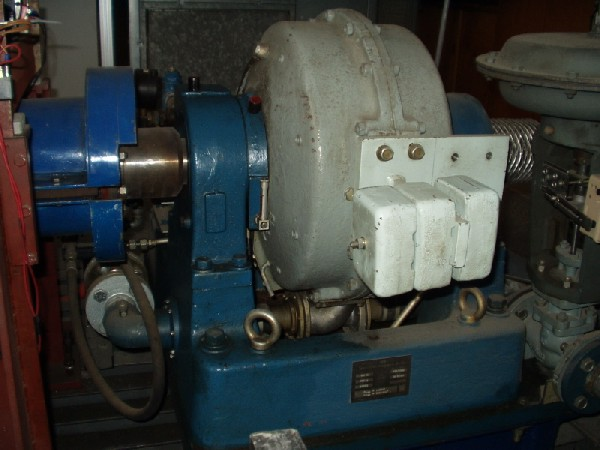
Wasserwirbelbremse WX-40 Bauart VEB Spezialfahrzeugwerk

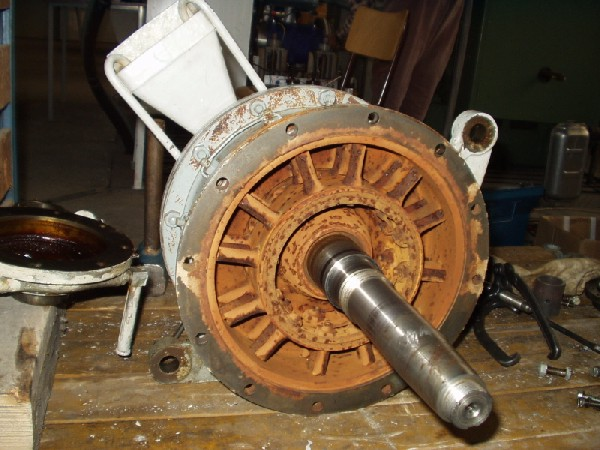
Blick in eine Wasserwirbelbremse Bauart Junkers

Eine Wasserwirbelbremse ist eine hydraulische Bremse und entspricht einer Flüssigkeitskupplung mit der Besonderheit, dass die Abtriebsdrehzahl gleich Null ist. Mechanische Arbeit wird am Rotor in kinetische Energie der Wasserströmung umgesetzt, die sich durch  Verwirbelung am dadurch mit Drehmoment belasteten Stator zuletzt vollständig in Wärme (und etwas Schall) abbaut. Der Stator stützt sich über einen Hebelarm ab und überträgt dabei eine dem Drehmoment proportionale Kraft, die mit einer Kraftmessdose oder  Wägeeinrichtung gemessen werden kann. Das Wasser ist sowohl Arbeits- als auch Kühlmittel. Das Drehmoment kann über die Menge der Wasserfüllung oder durch verstellbare Schaufeln gesteuert werden.
Wasserwirbelbremsen werden als Leistungsbremsen (Belastungseinrichtung) auf Motorenprüfständen eingesetzt sowie als Retarder in Kraftfahrzeugen. Die meisten hydrodynamischen Retarder im Nutzfahrzeug arbeiten allerdings mit Öl als Medium.

## Bauformen
- Bauart Junkers (seit 1910; Schlagstifte, geringe Läufermasse, Betrieb in beiden Drehrichtungen möglich)

Das Foto zeigt den Innenaufbau einer solchen Junkers-Wasserwirbelbremse (hier vom VEB Dieselmotorenwerk Schönebeck)
- Bauart Liebel (vor 1930; seitliche Störkörper, geringer Leistungsbereich, Betrieb in beiden Drehrichtungen möglich)
- Einscheibenwasserbremse (geringer Leistungsbereich, Betrieb in beiden Drehrichtungen möglich)
- Bauart Krupp (der Läufer trägt Schaufeln, daher Betrieb nur in einer Drehrichtung möglich; Lastregelung erfolgt bei voller Wasserfüllung über Schieber, somit gute Stabilität und feinfühlige Regelung gegeben)
- Bauart Schenck (Regelung über die Wasserfüllung; platzsparender Aufbau und großer Regelbereich)

## Eigenschaften
Wegen ihrer Vorteile (kompakte, kleine Bauweise, Betriebssicherheit und Robustheit, großer Leistungsbereich) sind die Wasserwirbelbremsen neben den Wirbelstrombremsen heute noch die am weitesten verbreitete Leistungsbremsen.
Die Nachteile sind, dass der Schleppbetrieb des Prüflings nicht möglich ist und die entstehende Wärmeenergie nur bedingt nutzbar ist.
Innerhalb ihres Kennfeldes kann jeder Betriebspunkt durch Veränderung von Wasserfüllung und/oder Drehzahl eingestellt werden. Bei einem Vergleich von Wasserwirbel- und Wirbelstrombremse kann man feststellen, dass bei gleicher Maximalleistung und -drehzahl die Wasserwirbelbremse einen etwas kleineren Kennfeldbereich abdeckt.

Kennlinie einer Wasserwirbelbremse

## Physikalischer Hintergrund
Das Drehmoment einer hydraulischen Bremse (Wasserwirbelbremse) ist proportional dem Quadrat der Drehzahl der Welle, weil die Kraft, die eine strömende Flüssigkeit auf einen Körper ausübt, mit dem Quadrat der Strömungsgeschwindigkeit ansteigt.
Wegen des Zusammenhangs zwischen Leistung und Drehmoment (P=M * ω) ist die Leistung proportional zur dritten Potenz der Drehzahl. (M ∝ n² führt zu P ∝ n³)
Die Abstützkraft des Gehäuses (Reaktionsmoment) kann über einen Hebel mit einer Waage gemessen werden. Die Waage misst somit eine Kraft, die sich bei bekannter Länge des Hebelarms in das wirksame Drehmoment umrechnen lässt. Elektrisch kann dieses Reaktionsmoment der Pendelmaschine auch über die Kraftmessung mit Biegebalken oder Kraftmessdose erfolgen.
{\displaystyle \ M=\ F\cdot \ r}

## Kennfeld einer Wasserwirbelbremse

Kennfeld einer Wasserwirbelbremse

Die Grenzlinien des Kennfeldes ergeben sich aus:
- Linie A: Bei voller Wasserfüllung der Bremse ist M ∝ n² bzw. P ∝ n³
- Linie B: konstantes Moment, diese Linie wird durch Festigkeit der Wellen bestimmt
- Linie C: konstante Leistung, diese Linie wird durch die zulässige Erwärmung des Bremsenwassers festgelegt
- Linie D: Linie wird durch die Festigkeit des Rotors bestimmt
- Linie E: untere Leistungsgrenze der Bremse, festgelegt durch den Betrieb der Bremse ohne Wasserfüllung (Leerlaufreibung).

## Historische Wasserwirbelbremsen / Hersteller
| Hersteller                       | Produktbezeichnung | Baujahr | Nenndrehmoment / Nm | Nennleistung / kW | Max. Drehzahl / min-1 |
| -------------------------------- | ------------------ | ------- | ------------------- | ----------------- | --------------------- |
| AVL Zöllner Marine GmbH          | PS1-4812           | x       | x                   | x                 | x                     |
| AVL Zöllner Marine GmbH          | Omega Serie        | x       | 5.500 bis 155.000   | 1.000 bis 12.000  | 2.200 bis 5.600       |
| Carl Schenck AG                  | U1-10              | 1966    | x                   | 100               | 10.000                |
| Carl Schenck                     | U1-13              | 1966    | x                   | 130               | 10.000                |
| Carl Schenck                     | U1-16              | 1966    | x                   | 160               | 7.500                 |
| Carl Schenck                     | U1-16              | 1966    | x                   | 160               | 7.500                 |
| Carl Schenck                     | U1-16h             | 1966    | x                   | 160               | 10.000                |
| Carl Schenck                     | U1-20              | 1966    | x                   | 200               | 6.000                 |
| Carl Schenck                     | U2-20              | x       | x                   | 200               | 6.000                 |
| Carl Schenck                     | U1-20h             | 1966    | x                   | 200               | 8.500                 |
| Carl Schenck                     | U1-25              | 1966    | 1070                | 250               | 5.000                 |
| Carl Schenck                     | U1-25h             | 1966    | x                   | 250               | 7.500                 |
| Carl Schenck                     | U2-25              | 1966    | 500                 | 250               | 5.000                 |
| Carl Schenck                     | U1-30              | 1966    | x                   | 300               | 4.000                 |
| Carl Schenck                     | U1-30h             | 1966    | x                   | 300               | 5.000                 |
| Carl Schenck                     | U1-40              | 1966    | x                   | 400               | 3.000                 |
| Carl Schenck                     | U2-40              | x       | x                   | 400               | 3.000                 |
| Carl Schenck                     | U1-40h             | 1966    | x                   | 400               | 4.500                 |
| Carl Schenck                     | U1-50              | 1966    | x                   | 500               | 2.500                 |
| Carl Schenck                     | U1-50h             | 1966    | x                   | 500               | 3.500                 |
| Carl Schenck                     | U1-60              | 1966    | x                   | 600               | 2.000                 |
| Carl Schenck                     | U1-60h             | 1966    | x                   | 600               | 2.750                 |
| Carl Schenck                     | U1-80              | 1966    | x                   | 800               | 1.500                 |
| Carl Schenck                     | U1-80h             | 1966    | x                   | 800               | 2.000                 |
| Carl Schenck                     | U1-100             | 1966    | x                   | 1.000             | 1.200                 |
| Carl Schenck                     | U1-100h            | 1966    | x                   | 1.000             | 1.750                 |
| VEB Spezialfahrzeugwerk Berlin   | WX-40              | x       | x                   | 295               | 4.000                 |
| VEB Dieselmotorenwerk Schönebeck | D-4                | x       | x                   | x                 | 4.500                 |